# Henry Chéron

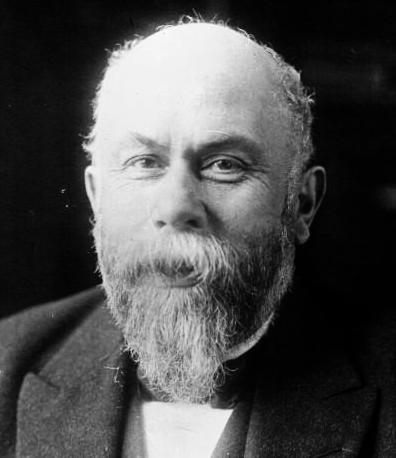
Henry Chéron 1921

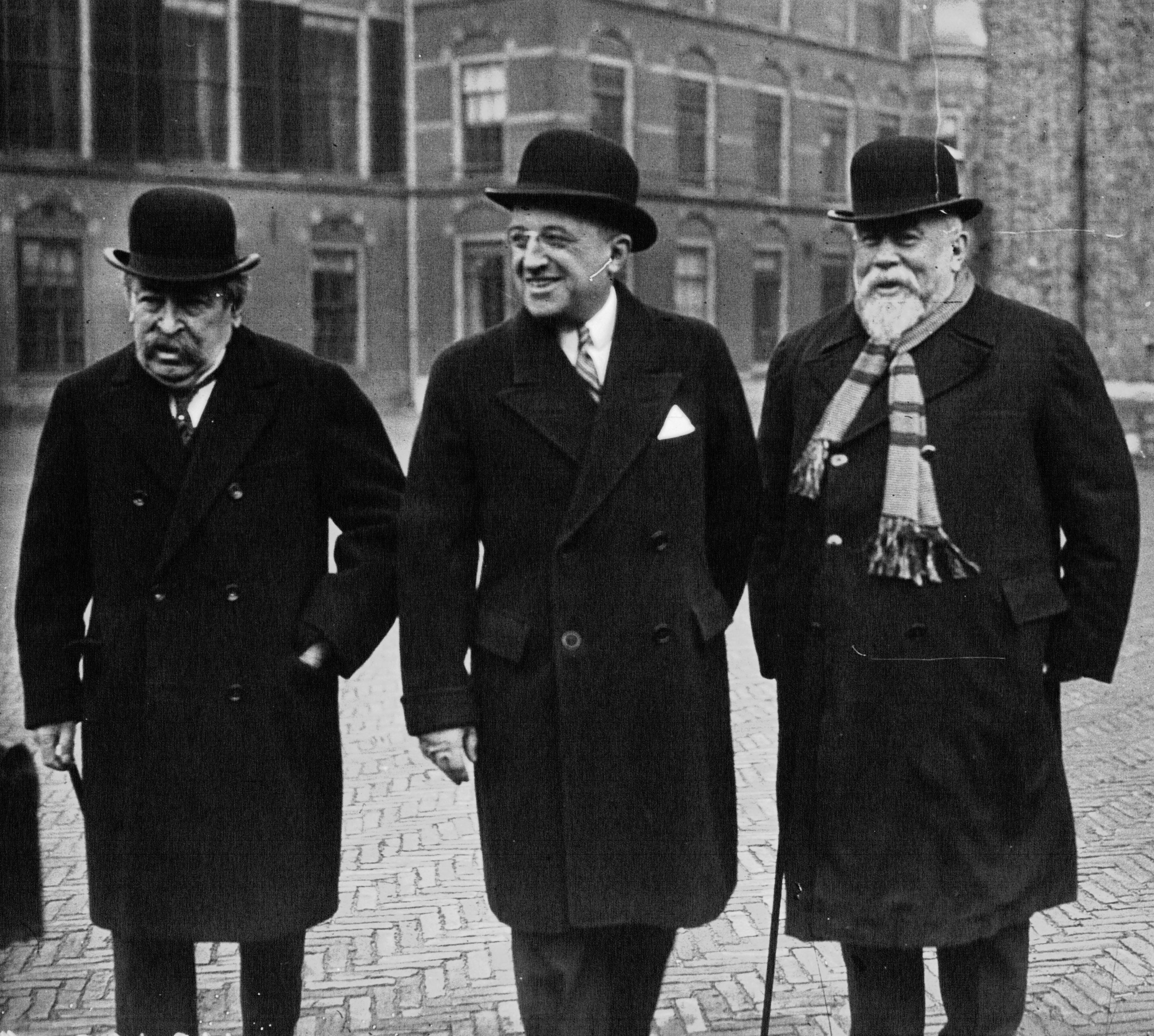
Aristide Briand, André Tardieu, Henry Chéron auf der Haager Konferenz, 1930

Henry Chéron (* 11. Mai 1867 in Lisieux; † 14. April 1936 ebenda) war ein französischer Politiker der Dritten Republik.

## Leben
Henry Chéron stammte aus einfachen Verhältnissen – sein Vater Isidore-Frédéric Chéron (geboren 1943) war Handelsvertreter – und absolvierte eine Apothekerlehre, um Jura studieren zu können. Seine Mutter war Felicie Duval (1844–1912). Am 8. Juli 1889 heiratete er Marie-Louise Fauguet, Tochter eines Großgrundbesitzers im Calvados. Sie bekamen zwei Söhne. Henry Chéron erwarb 1891 einen Abschluss in Jura.
Chérons Erfolge als Anwalt in seiner Heimatstadt steigerten seine Popularität, die er sich durch seine Freundlichkeit und sein heiteres Wesen erworben hatte. Er begann seine politische Karriere 1894 mit 27 Jahren, als er Bürgermeister seiner Heimatgemeinde Lisieux wurde. Nach vier gescheiterten Versuch von 1893 bis 1902 wurde er für die Parti républicain, radical et radical-socialiste 1906 in die Abgeordnetenkammer gewählt. Trotz seiner mangelnden Erfahrung berief ihn Georges Clemenceau als Sous-secrétaires d’État für das von Marie-Georges Picquart geleitete Kriegsministerium in sein Kabinett. Im Kabinett Briand I übte er diesen Posten im Marineministerium aus. Nach seinem Ausscheiden aus der Regierung legte er fünf Gesetzesentwürfe zu sozialen Fragen vor. Er wurde ausgewählt, um über zahlreiche Finanzprojekte zu berichten und den allgemeinen Bericht über den Haushalt in den Jahren 1911, 1912 und 1913 vorzulegen. Am 23. Januar 1913 präsentierte und verteidigte er ein Vertrauensvotum für die Regierung Briand. Chéron war 1912 Ehrenvorsitzender des französischen beratenden Komitees für die erste Internationale Eugenik-Konferenz in London.
Die Qualität seiner Arbeit, seine Integrität und seine Popularität sicherten Chéron von 1913 bis 1934 eine Reihe von Ministerämtern. Diese Ämter sowie sein Amt als Präsident des Generalrats von Calvados (1911–1936) und seine Wahl zum Senator (1913) – diesen Posten behielt er bis zu seinem Tod bei – zwangen ihn, das Bürgermeisteramt von Lisieux aufzugeben. Am Ende seines Lebens, von 1932 bis 1936, kehrte er jedoch auf den Bürgermeistersessel zurück. Als Finanzminister vertrat er Frankreich auf der Ersten Haager Konferenz, die im August 1929 das Problem der deutschen Reparationen zu lösen versuchte. Dabei kam es zu einem Eklat, als der britische Finanzminister Philip Snowden die französischen Vorschläge „grotesque and ridiculous“ nannte. Der korpulente Chéron wartete die Übersetzung ins Französische nicht ab und drohte mit Abreise, weil er die Adjektive auf sich persönlich bezog.
Im Laufe seiner Karriere wurde er konservativer; nach sozialistischen Anfängen war er spätestens ab 1913 bis zum Ende seines Lebens Mitglied der Alliance démocratique. Chéron war als bodenständiger und sparsamer Politiker bekannt; diese Sparsamkeit trug 1929 zum Zusammenbruch der Compagnie générale aéropostale (Allgemeine Luftpostgesellschaft) bei, deren Rekapitalisierung er als Finanzminister als zu teuer abgelehnt hatte.

## Ehrungen

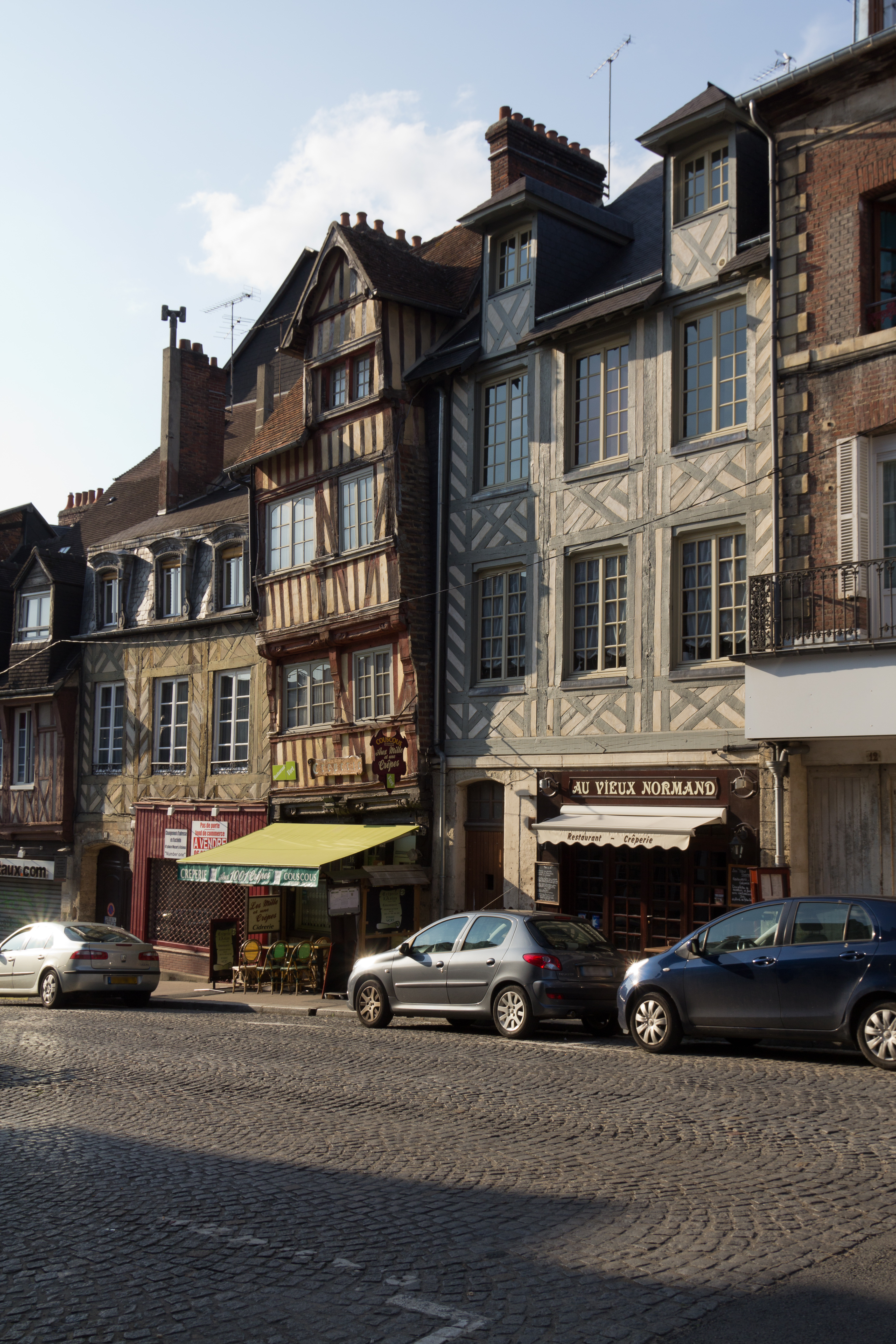
Rue Henry Chéron in Lisieux

1902 wurde er zum Ritter der Ehrenlegion ernannt. Die Hauptstraße von Lisieux trägt seinen Namen; auch eine Straße in Caen ist nach ihm benannt.